# Liste der erfolgreichsten portugiesischen Filme
Die Liste der erfolgreichsten portugiesischen Filme führt die 40 meistgesehenen portugiesischen Filmproduktionen zwischen dem Beginn der öffentlich geführten Box-Office-Zahlen in Portugal im Jahr 2004 und dem Jahresende 2022 auf. Sie sind sortiert nach Zuschauerzahlen, womit verkaufte Kinokarten gemeint sind.

## Filme
| #  | Premiere           | Film                                                             | Regisseur                                   | Einnahmen      | Zuschauer |
| -- | ------------------ | ---------------------------------------------------------------- | ------------------------------------------- | -------------- | --------- |
| 1  | 30. Juli 2015      | O Pátio das Cantigas                                             | Leonel Vieira                               | € 3.100.130,47 | 608.335   |
| 2  | 27. Oktober 2005   | O Crime do Padre Amaro                                           | Carlos Coelho da Silva                      | € 1.643.842,88 | 380.671   |
| 3  | 21. November 2013  | 7 Pecados Rurais                                                 | Nicolau Breyner                             | € 1.676.941,20 | 324.174   |
| 4  | 11. August 2022    | Curral de Moinas – Os Banqueiros do Povo                         | Miguel Cadilhe                              | € 1.779.413,04 | 314.015   |
| 5  | 22. August 2019    | Variações                                                        | João Maia                                   | € 1.491.310,54 | 279.510   |
| 6  | 12. Oktober 2006   | Filme da Treta                                                   | José Sacramento                             | € 1.092.404,73 | 278.956   |
| 7  | 6. September 2012  | Balas & Bolinhos – O Último Capítulo                             | Luís Ismael                                 | € 1.298.127,98 | 256.179   |
| 8  | 30. August 2012    | Morangos Com Açúcar – O Filme                                    | Hugo de Sousa                               | € 1.233.020,50 | 238.323   |
| 9  | 27. Dezember 2007  | Call Girl                                                        | António-Pedro Vasconcelos                   | € 1.034.687,00 | 232.581   |
| 10 | 1. November 2007   | Corrupção                                                        | João Botelho (nicht gezeichnet)             | € 1.010.974,84 | 230.741   |
| 11 | 4. Dezember 2008   | Amália                                                           | Carlos Coelho da Silva                      | € 929.680,74   | 214.614   |
| 12 | 26. November 2015  | O Leão da Estrela                                                | Leonel Vieira                               | € 1.014.754,24 | 198.924   |
| 13 | 14. Juli 2016      | A Canção de Lisboa                                               | Pedro Varela                                | € 946.027,80   | 188.214   |
| 14 | 3. Dezember 2009   | Uma Aventura na Casa Assombrada                                  | Carlos Coelho da Silva                      | € 558.477,96   | 124.938   |
| 15 | 11. September 2014 | Os Maias: Cenas da Vida Romântica                                | João Botelho                                | € 599.505,29   | 122.908   |
| 16 | 27. November 2014  | Virados do Avesso                                                | Edgar Pêra                                  | € 580.017,25   | 113.245   |
| 17 | 28. Januar 2010    | A Bela e o Paparazzo                                             | António-Pedro Vasconcelos                   | € 435.415,19   | 99.117    |
| 18 | 25. September 2014 | Os Gatos Não Têm Vertigens                                       | António-Pedro Vasconcelos                   | € 478.392,29   | 94.603    |
| 19 | 29. Januar 2009    | Second Life                                                      | Alexandre Cebrian Valente, Miguel Gaudêncio | € 403.962,49   | 90.194    |
| 20 | 8. Juli 2021       | Bem Bom                                                          | Patrícia Sequeira                           | € 483.905,66   | 89.134    |
| 21 | 22. Juli 2010      | Contraluz                                                        | Fernando Fragata                            | € 378.809,36   | 83.724    |
| 22 | 7. März 2019       | Snu                                                              | Patrícia Sequeira                           | € 438.294,70   | 83.163    |
| 23 | 30. November 2017  | O Fim da Inocência                                               | Joaquim Leitão                              | € 439.713,50   | 81.993    |
| 24 | 19. September 2019 | Land im Sturm (A Herdade)                                        | Tiago Guedes                                | € 387.456,03   | 74.862    |
| 25 | 9. Dezember 2004   | Sorte Nula                                                       | Fernando Fragata                            | € 305.951,83   | 74.095    |
| 26 | 3. April 2014      | Sei Lá                                                           | Joaquim Leitão                              | € 315.425,90   | 61.730    |
| 27 | 21. Juli 2005      | O Sonho de Uma Noite de S. João                                  | Ángel de la Cruz, Manolo Gómez              | € 233.897,88   | 58.919    |
| 28 | 21. März 2013      | Nachtzug nach Lissabon (Comboio Noturno Para Lisboa)             | Bille August                                | € 306.162,69   | 58.903    |
| 29 | 30. September 2004 | Balas & Bolinhos – O Regresso                                    | Luís Ismael                                 | € 234.804,76   | 57.610    |
| 30 | 8. November 2012   | Aristides de Sousa Mendes, O Cônsul de Bordéus                   | João Correa, Francisco Manso                | € 265.396,43   | 55.440    |
| 31 | 30. Oktober 2014   | Mau Mau Maria                                                    | José Alberto Pinheiro                       | € 267.580,29   | 52.117    |
| 32 | 4. Oktober 2012    | Lines of Wellington – Sturm über Portugal (Linhas de Wellington) | Valeria Sarmiento                           | € 231.480,26   | 51.548    |
| 33 | 14. Juli 2022      | 2 Duros de Roer                                                  | Victor Santos                               | € 276.924,33   | 49.830    |
| 34 | 18. Oktober 2018   | Pedro e Inês                                                     | António Ferreira                            | € 187.687,88   | 48.900    |
| 35 | 18. Mai 2017       | Perdidos                                                         | Sérgio Graciano                             | € 193.643,35   | 47.501    |
| 36 | 13. April 2017     | Jacinta                                                          | Jorge Paixão da Costa                       | € 241.872,02   | 45.896    |
| 37 | 18. Januar 2018    | Bad Investigate                                                  | Luís Ismael                                 | € 241.813,86   | 45.823    |
| 38 | 15. Januar 2009    | Contrato                                                         | Nicolau Breyner                             | € 205.634,02   | 45.570    |
| 39 | 17. Januar 2019    | Tiro e Queda                                                     | Ramón de Los Santos                         | € 234.213,05   | 44.067    |
| 40 | 6. Dezember 2018   | Parque Mayer                                                     | António-Pedro Vasconcelos                   | € 223.835,46   | 44.007    |